# 連體緊身衣

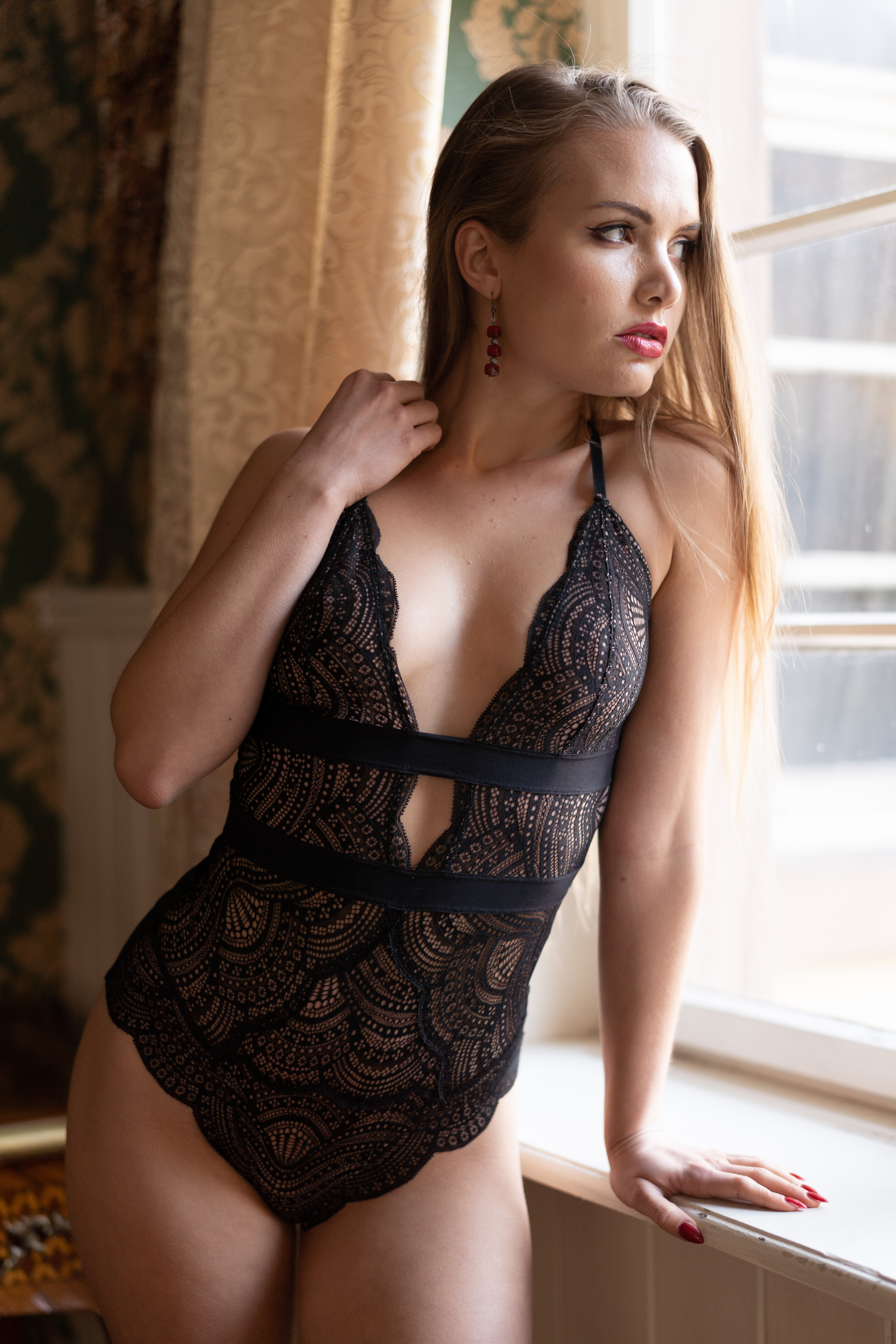
蕾絲的連體緊身衣，在胸部和胯下有膚色的襯裡，可以當上衣或是女式内衣穿著

連體緊身衣（bodysuit）是一件式可以包覆軀幹及胯下的貼身服裝或是緊身衣。連體緊身衣的基本設計類似连体泳衣及連體衣（leotard），不過在材質上會有許多變化。Thong或是丁字褲式的連體緊身衣會將胯部開口移到下腹部前側的區域，以增加穿著的舒適。連體緊身衣可能會有袖子，以及各種的肩帶及衣領。連體緊身衣的材質有許多種，包括棉花、蕾丝及尼龙等。一般來說，紡織品的緊身衣會包括可膨脹的纖維（像是氨綸），以符合身體的曲線。
連體緊身衣一般會配合褲或是裙穿著。其作為上衣的原因可能是其具有平滑的線條，也因為不太可能不和褲子或裙子一起穿。女性也可能將連體緊身衣當内衣、運動服或塑身衣。連體緊身衣和連體衣不同，一般不會將連體緊身衣視為是運動員的服裝。

## 歷史
連體緊身衣是從連體衣所演進而來的。是由時裝設計師Claire McCardell在1950年之後在美國提出的，可以當罩衫或是T裇穿著。第一件大家有印象的連體緊身衣是由貝蒂·佩吉在1950年代穿著，在1960年代也成為兔女郎的招牌服裝，也是卡通《Super Friends》裡的神奇女俠，以及琳達·卡特的電視劇《神奇女郎》中的服裝 。

## 類似衣物
嬰兒連身衣也是連體緊身衣，但在胯下有用鈕扣固定，可打開的開口，可以放尿片。這類的開口方便更換尿布及上厠所。這類的服裝幾乎都是嬰幼兒穿著，不過在一些戀物次文化中有流行這類的衣物。
bodyshirt和連體緊身衣相反，是剪裁較寬鬆不貼身，包括整個軀幹的服裝，可能是長袖或是短袖，也有胯部按扣。bodyshirt的上半身看起來會比較像是襯衣，在腰部至胯部會用不同材質的纖維，使其比較貼身。長袖圓領和高領連身衣是舞蹈服的基本元素。
連身褲（英語：Playsuit）是一種內衣，上半身類似長睡衣，和類似短褲的下半身相連。

## 外部連結
- 维基共享资源上的相關多媒體資源：連體緊身衣